# 리히텐슈타인 후자빈 마르가레타
리히텐슈타인 후자빈 마르가레타(Princess Margaretha of Liechtenstein, 1957년 5월 15일 ~ )는 룩셈부르크의 장 대공과 벨기에 공주 조제핀샤를로트의 넷째 딸이다. 룩셈부르크의 앙리 대공의 여동생이자 리히텐슈타인의 한스아담 2세 후작의 제수로서, 현재 두 왕국의 공녀이자 후자빈이며, 룩셈부르크와 리히텐슈타인 통치 왕조의 일원이다.